# 플라사 데 카스티야역
플라사 데 카스티야 역(스페인어: Pinar de Chamartín)은 마드리드 지하철의 역이다. 1호선, 9호선, 10호선이 지나는 환승역으로, 테투안 구와 차마르틴 구 사이 경계에 위치해 있으며 지상의 카스티야 광장에서 이름을 따왔다.

## 역사
1961년 2월 4일 1호선의 연장구간 개통과 함께 처음으로 문을 열었다. 당시 브라보 무리요 거리와 카스티야 광장이 만나는 지점에 지어졌으며 1호선의 시종착역이 되었다. 1980년대에는 1호선 승강장 밑으로 지금의 9호선과 10호선 승강장이 건설되었으며, 대합실과 지하통로 상가, 출구 하나도 새로 만들었다. 9호선은 1982년 6월에, 10호선은 1983년 6월에 개통되었는데 10호선 승강장의 경우 당시에는 8호선 구간에 해당됐다.
2004년 지하 버스터미널 조성과 더불어 역내 리모델링 공사를 2009년까지 진행하였다. 역 전체를 통틀어 엘리베이터를 설치하고 벽과 천장도 새로 마감하였다. 역내 상가 역시 원래는 노선 사이 대합실에 위치해 있던 것을 이용객 증가에 따라 다른 곳으로 이전하게 되었다. 2007년부터는 1호선이 차마르틴 역까지 연장되면서 시종착역이 아닌 일반역이 되었다.
2016년 7월 3일부터는 1호선 도심구간 (플라사 데 카스티야-시에라 데 과달루페)가 시설정비 공사로 임시 운행중단되었다. 이에 따라 플라사 데 카스티야 역은 나머지 북부 구간 (피나르 데 차마르틴-플라사 데 카스티야)을 운행하는 데 있어 잠시 시종착역 역할을 하였고, 9월 14일부로 운행을 재개하면서 다시 일반역으로 되돌아왔다.

## 환승 정보
지하철 노선 외에도 지하 버스터미널이 따로 존재하며, 지상의 버스 정류장들도 운영되고 있기 때문에 마드리드의 주요 교통 환승거점으로 기능하고 있다.
지하철
| 마드리드 지하철                 | 마드리드 지하철        | 마드리드 지하철                     |
| ------------------------------- | ---------------------- | ----------------------------------- |
| 차마르틴 피나르 데 차마르틴     | 마드리드 지하철 1호선  | 발데아세데라스 발데카로스           |
| 벤티야 파코 데 루시아           | 마드리드 지하철 9호선  | 두케 데 파스트라나 아르간다 델 레이 |
| 차마르틴 오스피탈 인판타 소피아 | 마드리드 지하철 10호선 | 쿠스코 푸에르타 델 수르             |

버스
- 시내버스: 5, 27, 42, 49, 66, 67, 70, 107, 124, 129, 134, 135, 147, 149, 173, 174, 175, 176, 177, 178, SE704, T62번 버스
- 시외버스: 151, 152C, 153, 154C, 155, 155B, 156, 157, 157C, 159, 161, 171, 181, 182, 183, 184, 185, 191, 193, 194, 195, 196, 197, 199, 712, 713, 714, 716, 721, 722, 724, 725, 726, 876번 버스